# Rasri Balenciaga
Rasri Balenciaga (tiếng Thái: ราศรี บาเล็นซิเอก้า; sinh ngày 22 tháng 08 năm 1990), nghệ danh Margie, là nữ diễn viên và người mẫu Thái Lan. Cô được biết đến qua các vai diễn trong Bóng tối tình yêu (2010), Đừng hòng cưới anh (2011), Mối tình chợ phiên (2012), Bí mật hoa hướng dương (2013), Khu vườn tình yêu (2014), Thầy lang trúng mánh (2019)...

## Tiểu sử và học vấn
Rasri Balenciaga sinh ngày 22 tháng 8 năm 1990 tại Băng Cốc, Thái Lan. Cha cô là người Tây Ban Nha, tên Daniel Balenciaga, ông qua đời vì bệnh ung thư trực tràng vào tháng 10/2011. Mẹ cô tên là Orasri Poonkwan, một cựu người mẫu. Rasri có một em gái tên là Sadanun Balenciaga (biệt danh Marina), cũng là một diễn viên và người mẫu.
Rasri học tại trường Wattana Wittaya Academy, và theo học khoa Quản trị Kinh doanh, ngành Quản trị Du lịch và Khách sạn tại trường Đại học Assumption. Rasri tốt nghiệp vào ngày 24 tháng 1 năm 2012 với điểm trung bình (GPA) 3.0.

## Sự nghiệp
Năm 2006, cô tham gia bộ phim đầu tay Hoa hồng cắt kim cương với Kittikun Sumridpansuk.
Năm 2010, cô được biết đến rộng rãi với vai diễn Thichakorn / "Kati" trong bộ Series 4 phần Bốn trái tim của núi (Tứ tình sơn cước) với Pakorn Chatborirak.
Năm 2012, cô đóng cặp với Mario Maurer trong phim Mối tình chợ phiên. Cùng năm, cô đóng cặp với Pirath "Mike" Nitipaisankul trong phim Những linh hồn báo oán.
Năm 2014, cô tái hợp với Pakorn Chatborirak trong phim Khu vườn tình yêu.
Năm 2019, cô tham gia phim Thầy lang trúng mánh do Mario Maurer và Kimberly Ann Voltemas đóng chính.
Năm 2022, cô trở lại màn ảnh nhỏ với vai chính trong phim Mami dấu yêu, đóng cặp cùng Chutavuth Pattarakampol và Tanin Manoonsilp.

## Đời tư
Năm 2017, cô kết hôn với Pok Patsarakorn Chirathivat sau hai năm quen biết và hẹn hò. Chàng có gia thế khủng - thuộc dòng họ Chirathivat là một trong mười dòng họ giàu có nhất Thái Lan, sở hữu Big C Việt Nam. Cha của Pok là triệu phú sở hữu chuỗi khách sạn cao cấp, còn mẹ anh là Apasra Hongsakula, cựu Hoa hậu Hoàn vũ thế giới năm 1965. Bà cũng là người phụ nữ Thái Lan đầu tiên đăng quang danh hiệu này trong lịch sử. Đặc biệt, Pok còn là chú của nam diễn viên Tuổi nổi loạn - Peach Pachara.
Ngày 4 tháng 4 năm 2019, Rasri hạ sinh 1 cặp sinh đôi trai-gái. Vợ chồng cô đặt biệt danh cho con gái họ là Mia và con trai là Mika.
Tên thật của con trai và con gái họ là Rakorn và Phatsara.

## Các phim đã tham gia

### Phim điện ảnh
| Năm  | Tên gốc             | Tên tiếng Việt | Vai  | Đóng với                          |
| ---- | ------------------- | -------------- | ---- | --------------------------------- |
| 2016 | Midnight University | Đại học ma     | Star | Toni Rakkaen & Boriboon Chanrueng |

### Phim truyền hình
| Năm  | Tên gốc                       | Tên tiếng Việt                        | Vai                          | Đóng với                                   | Đài |
| ---- | ----------------------------- | ------------------------------------- | ---------------------------- | ------------------------------------------ | --- |
| 2006 | Kularb Tud Petch              | Hoa hồng cắt kim cương                | Kanyika                      | Kittikun Sumridpansuk                      | CH3 |
| 2007 | Khun Yay Sai Diew             |                                       |                              | Saravut Marttong                           | CH3 |
| 2007 | Hub Khao Gin Khon             |                                       | Nabun                        | —                                          | CH3 |
| 2008 | Badarn Jai                    | Trái tim không ngủ yên                | Purimarn / "Perng"           | Atichart Chumnanon                         | CH3 |
| 2009 | Luk Maai Blien See            |                                       | Namnueng                     | Thagoon Karnthip                           | CH3 |
| 2010 | Wan Jai Gub Nai Jom Ying      | Chàng ngạo mạn gặp cô kiêu kỳ         | Kaewsai Benjakorn / "Kaew"   | Louis Scott                                | CH3 |
| 2010 | Wayupak Montra                | Bóng tối tình yêu / Ma thuật tình yêu | Thichakorn / "Kati"          | Pakorn Chatborirak                         | CH3 |
| 2011 | Ngao Pray                     | Bóng ma tình yêu                      | Wassa / "Rain"               | Sornram Teppitak                           | CH3 |
| 2011 | Roy Marn                      | Đừng hòng cưới anh                    | Bee                          | Pakorn Chatborirak                         | CH3 |
| 2012 | Rak Kerd Nai Talad Sode       | Mối tình chợ phiên                    | Kimlung                      | Mario Maurer                               | CH3 |
| 2012 | Raak Boon                     | Những linh hồn báo oán                | Jetiya / "Jay"               | Pirath Nitipaisankul                       | CH3 |
| 2013 | Maya Tawan                    | Bí mật hoa hướng dương                | Sarawaree / Sarasama         | —                                          | CH3 |
| 2013 | Mon Jun Tra                   | Hẹn ước dưới ánh trăng                | Sarawaree / Sarasama         | Shahkrit Yamnam                            | CH3 |
| 2013 | Fah Krajang Dao               | Trời trăng sao và em                  | Sarawaree / Sarasama         | Shahkrit Yamnam                            | CH3 |
| 2013 | Nang Rai Sai Lab              | Cô nàng gián điệp                     | Surikarn / Zoe               | Peter Corp Dyrendal                        | CH3 |
| 2014 | Nai Suan Kwan                 | Khu vườn tình yêu                     | Pedpook                      | Pakorn Chatborirak                         | CH3 |
| 2014 | Raak Boon 2                   | Những linh hồn báo oán 2              | Jetiya "Jay"                 | Pirath Nitipaisankul                       | CH3 |
| 2015 | Poo Kong Yod Ruk              | Đại úy! Tình yêu của anh              | Đại úy Chaweepong Khemayotin | Chantavit Dhanasevi                        | CH3 |
| 2015 | Tai Ngao Jan                  | Dưới bóng ánh trăng                   | Paboo / Fer                  | Warintorn Panhakarn                        | CH3 |
| 2016 | Bussaba Rae Fun               | Giấc mơ Bussaba                       | Bussaba / Sui                | Warit Sirisantana                          | CH3 |
| 2017 | Arkom                         | Phép thuật bí ẩn                      | Auerkarn                     | James Ma                                   | CH3 |
| 2018 | Buang Ruk Satan               | Bẫy tình quỷ dữ                       | Chompoonit / "Nit"           | Pakorn Lam                                 | CH3 |
| 2019 | Thong Ek Mor Yah Tah Chaloang | Thầy lang trúng mánh                  | Mirae                        | Nichkhun                                   | CH3 |
| 2022 | Mummy Tee Rak                 | Mami dấu yêu                          | Prima                        | Chutavuth Pattarakampol & Tanin Manoonsilp | CH3 |